# Sarnia frumentum
Sarnia frumentum is een slakkensoort uit de familie van de Ellobiidae. De wetenschappelijke naam van de soort is voor het eerst geldig gepubliceerd in 1842 door Petit de Saussaye.